# Dioscorea remotiflora
Dioscorea remotiflora är en enhjärtbladig växtart som beskrevs av Carl Sigismund Kunth. Dioscorea remotiflora ingår i släktet Dioscorea och familjen Dioscoreaceae. Inga underarter finns listade i Catalogue of Life.